# La Isla, Tihuatlán
La Isla är en ort i Mexiko.   Den ligger i kommunen Tihuatlán och delstaten Veracruz, i den sydöstra delen av landet, 210 km nordost om huvudstaden Mexico City. La Isla ligger 102 meter över havet och antalet invånare är 1 149.
Terrängen runt La Isla är platt åt nordväst, men åt sydost är den kuperad. Runt La Isla är det mycket tätbefolkat, med 2 431 invånare per kvadratkilometer. Närmaste större samhälle är Poza Rica de Hidalgo, 9,4 km sydost om La Isla. Omgivningarna runt La Isla är en mosaik av jordbruksmark och naturlig växtlighet.